# Крайбрежен морски паяк
Крайбрежните морски паяци (Pycnogonum litorale) са вид морски паяци от семейство Pycnogonidae.
Таксонът е описан за пръв път от Хан Стрьом през 1762 година.